# انهيار طفري
الانهيار الطفري (يجب عدم الخلط بينه وبين مفهوم كارثة الخطأ) هو تراكم الطفرات الضارة في الجمهرة الصغيرة مما يؤدي إلى فقدان اللياقة وانخفاض حجم الجمهرة مما يؤدي إلى تراكم المزيد من الطفرات الضارة بسبب التثبيت عن طريق الانحراف الوراثي.
الجمهرة التي تعاني من الانهيار الطفلي محصورة في دوامة هبوطية مما قد يؤدي إلى انقراضها في حال استمرار هذه الظاهرة. عادةً ما يلغي الانتقاء الطبيعي الطفرات الضارة ولكن خلال الانهيار الطفلي فإن عدد الأفراد الذين يعانون من الوفاة المبكرة كبير جداً نسبةً لحجم الجمهرة بحيث يتجاوز عدد الوفيات عدد المواليد.
يمكن تقسيم تراكم الطفرات في الجمهرات الصغيرة إلى ثلاثة أطوار. تبدأ الجمهرة في الطور الثاني بالموازنة بين الانتقاء/الطفرة ويتم إصلاح الطفرات بمعدل ثابت عبر الزمن وحجم الجمهرة ثابت أيضاً لأن معدل الخصوبة يتجاوز معدل الوفيات. ومع ذلك حتى بعد إصلاح عدد كاف من الطفرات في الجمهرة إلا أن عدد المواليد يكون أقل قليلاً من عدد الوفيات ويبدأ حجم الجمهرة في الانخفاض. يسمح حجم الجمهرة الأصغر بإجراء تثبيت أسرع للطفرات الضارة وتراجع أسرع في حجم الجمهرة إلخ